# 黄河绝恋 (电影)
《黄河绝恋》（英語：Lover's Grief over the Yellow River），1999年中国大陆上映的战争片，导演和编剧是冯小宁，主演是宁静、保罗·克塞、王新军、李鸣。

## 剧情
一位美国老人带着一名女子坐着飞机来到中华人民共和国首都北京市，在那里，看到几十年前熟悉的地方和这片土地，他眼前浮现那些年前的景象，中国抗日战争期间，美国援助中华民国，反抗日本侵略者的入侵，美国飞行员欧文和他的战友在海面上碰到了日本侵略者的军舰，他的战友被日军军舰击中牺牲，他为战友报了仇但是自己的战机也受损，坠落在长城，撞毁了日军的一处哨所，他被一个放牛的孩童从悬崖救出来，当他为孩童照相时，孩童被日军战机抛下的炸弹炸死，而他也受伤。
欧文醒来之后，看到了八路军军人安洁、黑子等，他们打算把欧文护送到军分区，而欧文把女八路安洁称呼为“天使”。
欧文觉得八路军在山沟裡钻来钻去，不是男子汉大丈夫的所作所为，于是留下一张纸条走大路去军分区，途中他遭遇到日军，黑子领导的八路军为了营救他，牺牲了一名战友，而欧文也被卡车压伤自己的一条腿。
千辛万苦之后，他们到达了一个小山村，日军刚刚在这里进行了惨绝人寰的大屠杀，妇女被奸杀、婴儿被磨子碾死、老人被机枪扫射，目睹日军的残暴行径，欧文才知道日本侵略者是多么可怕。
日军通知黄河安寨主要他交出美国人欧文，当欧文他们来到黄河渡口的时候，安寨主带人马包围了他们，他把女儿安洁关起来，打算杀害八路军班长黑子，这时候，安洁拿着手榴弹逼迫安寨主放了八路军班长黑子、欧文和自己。
安寨主的管家是个投靠日本的汉奸，他把这些事情告诉了日本人。
班长黑子夜里来到安寨主家，游说他以民族大义，安寨主答应护送他们过黄河，但是当他们去黄河的时候，他们被日军包围，安寨主因和日军拼命而牺牲，其管家汉奸则被日军活埋。
班长黑子的父亲也被日军杀害，班长黑子也牺牲了，安洁中枪之后在黄河里随水冲走，欧文带着黑子的女儿渡过了黄河。

## 演出
| 演员      | 角色     | 备注               |
| 宁静      | 安洁     | 八路军女战士       |
| 保罗·克塞 | 欧文     | 美国飞行员         |
| 博斯曼    | 老年欧文 |                    |
| 王新军    | 黑子     | 八路军某小分队班长 |
| 涂们      | 安寨主   | 安洁的父亲。       |
| 李明      | 三炮     |                    |
| 史童绯    | 花花     |                    |
| 董占祥    | 爷爷     |                    |

## 曲目
- 李戈《夕阳山顶》

## 制作
该片是中华人民共和国建立50周年的献礼片。
该片的拍摄地点包括：壶口瀑布、黄土高原、长城。

## 奖项
| 年份 | 得奖人 | 奖项                               | 是否得奖 | 备注 |
| ---- | ------ | ---------------------------------- | -------- | ---- |
| 1999 | 冯小宁 | 上海影评人奖之最佳导演奖           | 獲獎     |      |
| 1999 | 冯小宁 | 上海影评人奖之十佳电影             | 獲獎     |      |
| 1999 | 冯小宁 | 第19届中国电影金鸡奖最佳特技美术奖 | 獲獎     |      |
| 1999 | 冯小宁 | 第19届中国电影金鸡奖评委会特别奖   | 獲獎     |      |
| 1999 | 冯小宁 | 第19届中国电影金鸡奖最佳故事片     | 提名     |      |
| 1999 | 宁静   | 第19届中国电影金鸡奖最佳女主角     | 獲獎     |      |
| 1999 | 李戈   | 第19届中国电影金鸡奖最佳音乐奖     | 獲獎     |      |
| 2000 | 冯小宁 | 第23届大众电影百花奖最佳故事片     | 獲獎     |      |
| 2000 | 冯小宁 | 第6届中国电影华表奖优秀故事片      | 獲獎     |      |
| 2000 | 冯小宁 | 第6届中国电影华表奖优秀编剧奖      | 獲獎     |      |